# Pelomys isseli
Pelomys isseli is een knaagdier uit het geslacht Pelomys dat voorkomt op de eilanden Koome, Bugala en Bunyama in het Victoriameer. Deze eilanden liggen alle drie in Oeganda. Samen met P. hopkinsi vormt deze soort een aparte groep binnen het geslacht, die soms als een ondergeslacht Komemys wordt erkend. Ondanks dat deze twee soorten sterk op elkaar lijken, zijn de onderlinge verschillen sterk genoeg om het bestaan van twee soorten aan te tonen. De soort is vernoemd naar de Italiaanse geoloog, paleontoloog en malacoloog Arturo Issel (1842-1922) die aan verscheidene expedities in Oost-Afrika deelnam.
Pelomys campanae · Pelomys fallax · Pelomys hopkinsi · Pelomys isseli · Pelomys minor